# احمد کسحی
احمد کسحی (انگلیسی: Ahmed Kashi؛ زادهٔ ۱۸ نوامبر ۱۹۸۸) بازیکن فوتبال اهل فرانسه است.
از باشگاه‌هایی که در آن بازی کرده‌است می‌توان به باشگاه فوتبال چارلتون اتلتیک و باشگاه فوتبال متس اشاره کرد.
وی همچنین در تیم ملی فوتبال الجزایر بازی کرده‌است.